# 교향악축제
교향악축제(交響樂祝祭, Korean Orchestra Festival)는 예술의 전당에서 주최하고 있는 대한민국의 관현악단 연속 연주회이다.

## 개요
1988년 2월에 예술의 전당 시설 중 음악당과 서예관이 1차로 개관되었다. 특히 음악당의 경우, 당시 한국에서 유일하게 콘서트 전문 공연장으로 설계되어 건축된 것으로 화제가 되었다. 개관과 동시에 3월 말까지 국내외 연주자들과 합창단, 실내악단, 관현악단들이 참가한 개관 기념 음악제가 열렸고, 여기에는 서울 뿐 아니라 지방 소재 관현악단들도 일곱 개 단체가 참가해 공연했다.
1년 뒤인 1989년에는 전년도 개관 음악제의 아이디어를 활용해 약 한 달 동안 국내 관현악단들의 공연을 음악당에서 연달아 개최하게 되었고, 공식적으로 '제1회 교향악축제' 로 이름붙여졌다. 1회 이래로 공연 장소는 계속 음악당의 콘서트홀로 고정되어 있으며, 1996년부터는 매년 4월에 주기적으로 개최되고 있다.
서울과 수도권에 편중되어 있던 음악 환경을 개선하고, 각 지역의 악단들이 한 무대에서 서로 실력을 겨루며 골고루 중앙 무대에서 공연할 수 있도록 하는 것이 개최 취지로 되어 있다. 동시에 재능있는 독주자들을 발굴해 관현악단과 협연 기회를 마련하거나, 한국 작곡가들의 창작 관현악 작품들을 초연 또는 재연하는 무대로도 활용되고 있다.

## 교향악축제의 역대 참가 악단
대개 국내에 본거지를 두고 활동하는 악단들이 참가하고 있으나, 간혹 해외 교포들이 창단한 악단이나 국내 악단과 합동 공연 식으로 참가하는 외국 악단이 포함되기도 한다. 관현악단 외에는 서울 윈드 앙상블 같은 취주악단이 드물게 참가하기도 했다.
참가 악단들은 시립이나 도립 등 지방자치단체 소속이거나 공영 방송국 소속인 악단들이 많은 편이며, 민간 악단들의 경우에는 코리안 심포니 오케스트라 등을 제외하면 참가율이 그리 높지 않은 편이다. 이런 점에서 민간 악단들의 참여를 확대할 수 있는 제도가 마련되어야 한다고 주장하는 이들도 있다.

## 공연 현황
1989년 1회 공연 이후 2012년 현재까지 한 해도 빠짐없이 계속 개최되고 있으며, 공연 실황은 한국방송공사의 제1FM을 통해 전국에 생중계되고 있다. 이외에도 아르떼TV 등에서 일부 공연을 케이블/위성 텔레비전과 인터넷 스트리밍 서비스로 중계하고 있다.
공연 초기에는 서울과 수도권 거점의 악단과 나머지 지방 악단들 사이의 연주력과 청중 동원력 편차가 상당히 컸고, 이 때문에 오히려 지방 악단들의 약점이 필요 이상으로 강조된다는 지적도 있었다. 또 몇몇 악단들은 자신들의 수준에 걸맞지 않는 대곡이나 난곡을 택했다가 크게 실패하기도 했고, 결국 각 악단들의 공명심과 만용만을 부추기는 행사일 뿐이라는 비판을 받기도 했다.
1991년 공연 때는 협연자로 선정된 인물들 중 몇 사람이 음대 입시부정 사건으로 구속 또는 기소되면서 급히 다른 연주자나 협연곡으로 교체되는 해프닝이 빚어지기도 했으며, 악단 예산이나 준비 시간의 부족 등을 이유로 참가 신청을 했다가 취소하는 경우도 있었다. 청중을 동원하기 위해 특정 단체나 집단에 무료 초대권을 지나치게 많이 배포했다가 오히려 공연 진행이나 감상에 차질을 빚는 경우도 종종 있었다.
관람률이 저조했던 지방 악단의 공연에 명망있는 독주자를 고정 배치해 균형을 맞추려는 시도도 있었고, 한국 작곡가들의 창작 관현악곡을 연주 곡목에 의무적으로 포함시키거나 행사 종료 후 심사위원들이 연주 평점을 매겨 평점이 낮은 악단은 다음 해 참가에 제재를 가하는 배심원 제도가 실행된 적도 있다. 그러나 역효과를 불러일으킨다는 지적이 많아 단발로 그쳤다.
1990년대 후반 들어 축제 무대에 오르는 지방 악단들의 연주력도 점차 향상되고 있는 추세로 평가되고 있으며, 초기에 지적되었던 여러 결점들도 점차 보완되고 있다. 협연자들의 경우 악단에서 자체적으로 초빙하거나 선발하는 인물 외에도 2005년부터 예술의 전당 측에서 개최하고 있는 오디션을 통과한 연주자들도 기용되고 있으며, 한국 창작곡의 경우 작곡가들에게 새로이 곡을 위촉하거나 기존 작품의 재연 기회를 마련하고 있기도 하다.
2012년 공연에서는 처음으로 이화여자대학교와 한국예술종합학교의 관현악단이 참가해 공연했으며, 부산의 천주교 재단법인인 마리아 수녀회에서 운영하는 알로이시오 중고등학교의 재학생들로 구성된 알로이시오 오케스트라와 2002년 타계한 지휘자 임원식의 10주기 추모를 위해 한국 음악인들이 결성한 운파 메모리얼 오케스트라도 특별 초청되어 연주했다. 그러나 KBS 노동조합의 파업으로 인해 모든 공연의 라디오 중계가 취소되었고, 또 1989년 이래 한 번도 빠짐없이 참가해온 KBS 교향악단이 악단 단원들과 지휘자, 방송사 간의 심각한 내분으로 인해 출연을 취소하는 등 KBS와 관련된 오점들이 불거지기도 했다. 2013년 공연에서는 역시 처음으로 국악관현악단인 국립국악관현악단이 출연해 화제가 되었다.